# Municipio de Liberty (condado de Stoddard)
El municipio de Liberty (en inglés: Liberty Township) es un municipio ubicado en el condado de Stoddard en el estado estadounidense de Misuri. En el año 2010 tenía una población de 14 738 habitantes y una densidad poblacional de 37,81 personas por km².

## Geografía
El municipio de Liberty se encuentra ubicado en las coordenadas 36°43′5″N 90°1′21″O / 36.71806, -90.02250. Según la Oficina del Censo de los Estados Unidos, el municipio tiene una superficie total de 389.84 km², de la cual 387.72 km² corresponden a tierra firme y (0.54%) 2.12 km² es agua.

## Demografía
Según el censo de 2010, había 14 738 personas residiendo en el municipio de Liberty. La densidad de población era de 37,81 hab./km². De los 14 738 habitantes, el municipio de Liberty estaba compuesto por el 97.13% blancos, el 0.66% eran afroamericanos, el 0.41% eran amerindios, el 0.24% eran asiáticos, el 0.01% eran isleños del Pacífico, el 0.3% eran de otras razas y el 1.24% pertenecían a dos o más razas. Del total de la población el 1.49% eran hispanos o latinos de cualquier raza.